# Dipseudopsis overlaeti
Dipseudopsis overlaeti är en nattsländeart som beskrevs av Navás 1931. Dipseudopsis overlaeti ingår i släktet Dipseudopsis och familjen Dipseudopsidae. Inga underarter finns listade i Catalogue of Life.